# Fahrzeugführer
Ein Fahrzeugführer, auch Fahrzeuglenker, Wagenführer und ähnlich, ist, wer ein Fahrzeug (zum Beispiel ein Kraftfahrzeug oder Fahrrad) unmittelbar lenkt oder steuert. Darüber hinaus gilt auch als Fahrzeugführer, wer ein Fahrzeug in anderer verantwortlicher Weise, also mittelbar führt, das heißt dessen Leitung innehat. Je nach Fahrzeugart (Wasser, Luft, Straßenfahrzeug) treffen den Fahrzeugführer besondere Pflichten.

## Straßenverkehr
Umgangssprachlich als Autofahrer (Automobilist, auch Kraftfahrer) bezeichnet, ist die international gültige Bezeichnung des Übereinkommens über den Straßenverkehr (Wiener Straßenverkehrskonvention 1968) englisch Driver, französisch Conducteur (Art. 8 d. Konv.). Diese Wörter wurden im Verkehrsrecht in Deutschland und im schweizerischen Deutsch mit Führer übertragen, daher sprechen die dortigen Straßenverkehrsordnungen von Fahrzeugführer. In Österreich wurde aber Lenker (Führer von Tieren) verwendet, daher lautet der amtliche Ausdruck Fahrzeuglenker, in der Straßenverkehrsordnung spricht man von Führer – oder Treiber – nur bei Vieh (Einzeltiere wie Herden im Straßenverkehr), sowie von Reiter (aber trotzdem: Führerschein).
Im Gegensatz zum Fahrzeugführer steht der Fahrzeughalter, das ist der Besitzer des Fahrzeuges.
Die Pflichten und Rechte des Fahrzeugführers, der das Fahrzeug bewusst steuert, bei der Teilnahme am Straßenverkehr finden sich in Deutschland in der Straßenverkehrs-Ordnung (StVO), für die Zulassung von Personen zum Straßenverkehr ist in Deutschland seit 1999 die Fahrerlaubnisverordnung (FeV) einschlägig. 
In Österreich ist das in der Straßenverkehrsordnung (öStVO) und im Führerscheingesetz geregelt.
Als Fahrer im Straßenverkehr benötigt man neben der Fahreignung (gesundheitliche, charakterliche Eignung) die Fähigkeit, das Fahrzeug umsichtig, nüchtern und sicher zu führen. Letzteres wird durch Bestehen der Führerscheinprüfung bzw. den Erwerb einer gültigen Fahrerlaubnis nachgewiesen.
Das Wiener Straßenverkehrsübereinkommen fordert, dass „jedes Fahrzeug […] einen Lenker haben“ muss (Art. 8 Abs. 1). Daher sind selbstfahrende Kraftfahrzeuge derzeit im Geltungsbereich unzulässig. Seit 2014 sind Fahrerassistenzsysteme aber zulässig.
Bei Schulungsfahrten während der Fahrausbildung zum Erwerb einer entsprechenden Fahrerlaubnis ist der Fahrlehrer der verantwortliche Fahrzeugführer. Obwohl er das Fahrzeug teilweise nicht unmittelbar beherrscht, trägt er die Verantwortung dafür, dass das Fahrzeug sicher und umsichtig im Straßenverkehr bewegt wird.
Bei den Behörden und Organisationen mit Sicherheitsaufgaben ist der Fahrzeugführer nicht der Fahrer, sondern der Verantwortliche der Einheit, welche auf dem/mit dem Fahrzeug ausrückt. Er sitzt dann normalerweise auf dem Beifahrersitz. Der eigentliche Fahrer wird dann zum Beispiel Maschinist (Feuerwehr) oder Kraftfahrer (Militär) genannt. Je nach Organisation (Unterstellungsverhältnis; Befehl und Gehorsam) darf der Fahrzeugführer dem Fahrer entsprechende Weisungen geben. Die Verantwortung für das Fahren im öffentlichen Straßenverkehr liegt jedoch beim Fahrer.

## Schienenverkehr
Im Eisenbahnverkehr wird der Fahrzeugführer in Deutschland und Österreich als Triebfahrzeugführer (abgekürzt Tf/Tfzf) oder als Eisenbahnfahrzeugführer bezeichnet. Ältere oder landläufige Bezeichnungen sind Lokomotiv- oder Lokführer. Der umgangssprachlich oft benutzte Begriff Zugführer bezeichnet fachlich nicht den Fahrzeugführer, sondern die Person des Zugbegleitpersonals, die die Verantwortung für einen Zug trägt (auch Zugchef oder Oberschaffner) und daher der direkte Dienstvorgesetzte des Triebfahrzeugführers ist. Seitdem zahlreiche Züge ohne Zugbegleitpersonal verkehren, übernimmt häufig der Triebfahrzeugführer auch die Aufgaben des Zugführers.
Im Straßenbahn-, Stadtbahn- und U-Bahnverkehr sind in den verschiedenen Verkehrsbetrieben unterschiedliche Bezeichnungen gebräuchlich. Die deutsche Straßenbahn-Bau- und Betriebsordnung benutzt beispielsweise den Oberbegriff Fahrbedienstete. Geläufig sind außerdem Straßenbahnfahrer, Stadtbahnfahrer, U-Bahn-Fahrer oder Wagenführer. Eine veraltete Form ist Motormann.

## Seilbahn
Bei Seilbahnen hat der Wagenführer die Aufgabe die Personen in der Kabine zu beaufsichtigen, unter Umständen die Geschwindigkeit der Seilbahn zu ändern oder diese stillzusetzen und im Notfall die Bergemaßnahmen zu unterstützen, unter Umständen auch Personen aus der Kabine abzuseilen. Bei Einfall einer Tragseilbremse bei einer Pendelseilbahn obliegt es dem Wagenführer, diese wieder zu lösen, so dass die Kabine in die Station einfahren kann. Bergeeinrichtung und Werkzeuge sind in vielen Fällen in der Kabine. Bei einem Notfall kann auch der Wagenführer, sofern eine Tragseilbremse vorhanden ist, diese von Hand auslösen (z. B. wenn er sieht, dass die Kabine auf eine Seilbahnstütze zufährt, bei der das Tragseil aus dem Stützenschuh entgleist ist oder das Zug- bzw. Gegenseil nach der Stützenüberfahrt nicht wieder ordnungsgemäß in die Rollen abgelegt wird).
Bei modernen Seilbahnen wurde der Wagenführer vielfach zugunsten von elektronischen Überwachungseinrichtungen aus Kostengründen eingespart. Bei bestimmten Betriebszuständen, z. B. bei Nebel, in der Nacht, bei starkem Wind, bei der ersten Überprüfungsfahrt am Tag, bei Beförderung betrunkener Personen oder ähnlichem kann von der Behörde vorgeschrieben sein oder dem Betriebsleiter/technischen Leiter angeordnet werden, dass die Kabine mit einem Wagenführer besetzt werden müssen.

## Schifffahrt
In der Schifffahrt ist zwar der Kapitän bzw. Schiffsführer für die Schiffsführung verantwortlich, am Steuer muss er jedoch nicht sein, er kann diese Aufgabe an einen Rudergänger bzw. Steuermann delegieren.
Die gesetzlichen Ausdrücke sind in Deutschland Fahrzeugführer auf einer Seeschifffahrtsstraße bzw. Schiffsführer auf einer Binnenschifffahrtsstraße.

## Luftfahrt
Juristisch wird die umgangssprachlich als Pilot bezeichnete Tätigkeit als Luftfahrzeugführer bezeichnet.
Hierbei unterscheidet man noch zwischen dem verantwortlichen Luftfahrzeugführer (engl. pilot in command PIC) und anderen Luftfahrern.
Der verantwortliche Luftfahrzeugführer hat unabhängig davon. ob er das Luftfahrzeug nun unmittelbar steuert oder nicht, die entsprechenden Rechte und Pflichten. Er kann ähnlich wie in der Schifffahrt das eigentliche Steuern delegieren. Insbesondere der Kopilot darf das Fluggerät ebenfalls steuern.